# インプラント専門歯科衛生士
インプラント専門歯科衛生士（インプラントせんもんしかえいせいし）とは、社団法人日本口腔インプラント学会が認定する歯科衛生士の専門資格である。

## 概要
歯科衛生士の口腔インプラントに対する専門知識と技術を向上させ、国民の口腔保健の増進を目指す事を目的に、2007年に設立された。

## 資格
- 既に歯科衛生士資格を有し、日本口腔インプラント学会が定める要綱すべてに該当する者　　　 
  - 3 年以上インプラント治療に携わっていること。
  - 日本口腔インプラント学会学術大会及び支部学術大会に各1回以上参加していること。
  - 上部構造装着後 2 年以上経過した症例のインプラント治療介助又はメインテナンスを行った経験が 3 例以上あること。
  - インプラント専門歯科衛生士試験に合格していること。
  - インプラント専門歯科衛生士教育講座を1回以上受講していること。
  - 申請時に日本口腔インプラント学会の会員である事。
  - インプラント専門歯科衛生士試験に合格していること。
  - 口腔インプラント指導医もしくは専門医1名の推薦があること。
- 施行に関わる諸手数料　認定申請料・試験料・登録料・更新料
- 暫定措置として2010年3月まで書類審査のみとなり、試験および試験料の免除されている
- 詳細は学会HP参照。